# Amelia (Italia)
Amelia è un comune italiano di 11 447 abitanti della provincia di Terni in Umbria.

## Geografia fisica

### Territorio
Amelia è situata nella zona sud-ovest dell'Umbria, vicino al confine con il Lazio. Il territorio comunale è posto all'estremità sud della catena subappenninica dei monti Amerini. La città dà il nome al comprensorio dell'Amerino, nella Valle del Tevere, che riunisce nove comuni: Amelia, Montecastrilli, Avigliano Umbro, Penna in Teverina, Lugnano in Teverina, Guardea, Alviano, Attigliano e Giove.

### Clima
- Classificazione climatica: zona D, 2038 GR/G

## Storia

### Epoca preromana e romana
Amelia, anticamente nota con il nome di Ameria, secondo la mitologia fondata dal re Ameroe, è una città di origini antichissime: fu certamente tra i primi centri italici. Catone, citato da Plinio nel  libro III. della Naturalis historia, afferma che la città fu restaurata 963 anni prima della guerra dei Romani contro Perseo, re di Macedonia, e quindi nel 1134 a.C. Testimonianza di tale vetustà sono i reperti rinvenuti presso il Complesso Boccarini negli anni Novanta e databili all’XI sec a.C. Interessanti sono anche le mura dette megalitiche (forse VII secolo VI secolo a.C.), visibili per un piccolo tratto nella parte alta della città, non lontano da porta della Valle, all'interno del perimetro formato dalle monumentali mura poligonali (IV-III secolo a.C.), che, unitamente a quelle romane e medievali, cingono gran parte dell'abitato per circa 2 km. Numerose sono altresì le evidenze di epoca umbra attestate nel territorio.
Sarebbe stata sede, assieme alla città di Todi, di un evento prodigioso avvenuto ai tempi del terzo consolato di Mario, nel 103 a.C.: Plinio riporta infatti che "quelli di Amelia e Todi scorsero armi nel cielo scontrarsi tra loro, venendo da Oriente e da Occidente, e furono sconfitte quelle che venivano da Occidente" (Nat. Hist., II, 148). Un fenomeno al quale, come sempre in questi casi, gli interpreti dei segni divini non riuscirono ad attribuire un significato preciso.
Città di confine, prima umbra poi romana, Amelia vanta numerose testimonianze del suo passato: oltre alla cinta muraria in opera poligonale, che costituisce il monumento più importante, citiamo l'ampio centro storico, che si estende per circa 20 ha con le sue stratificazioni, i palazzi rinascimentali, le chiese, resti di mosaici e terme oltre che evidenze dell’epoca romana inglobate in diversi edifici. Amelia ha avuto un periodo molto florido nell'era Romana, tanto da essere annoverata tra le città umbre più importanti e l'assunzione dello status di Municipio dopo essersi alleata con Roma.
Del Municipio romano è la statua bronzea di Germanico Giulio Cesare, una delle poche rimaste al mondo ed unica nel suo genere, conservata nel Museo archeologico della città, oltre ai reperti archeologici provenienti dal periodo romano e pre romano e rinvenuti nelle tombe, lungo la via Amerina e nelle numerose ville rustiche oltre che nelle necropoli del territorio, nel corso di scavi o di rinvenimenti casuali. Diverse sono altresì le evidenze monumentali disseminate nel centro a storico tra le quali la monumentale cisterna romana di piazza Matteotti costituita da dieci vani testimonianza dell'ingegneria idraulica Romana; i resti dell’antico teatro, delle terme e delle domus tra le quali quella di Palazzo Venturelli con mosaici di epoca adrianea.

### Medioevo

#### Alto Medioevo
Alla fine dell'impero romano d'Occidente, Amelia entrò a far parte del regno di Odoacre poi in quello di Teodorico, come il resto d'Italia. Nel 548 Amelia venne assediata e presa dopo di 5 giorni da Totila, tornò sotto l'impero bizantino a seguito della vittoria nella guerra gotica di Belisario e Narsete.
Con la discesa dei Longobardi in Italia nel 568 Amelia si trovò contesa tra il Ducato di Spoleto (longobardo) e l'Impero Bizantino, dato che la via Amerina in Umbria era rimasta la via di collegamento principale del Corridoio Bizantino, l'unico percorso che consentiva il collegamento tra Roma, sede del potere spirituale, e Ravenna, sede del governo bizantino in Italia. Più volte ci furono occupazioni e successive liberazioni, sia per via militare sia attraverso negoziati. Venne occupata una prima volta nell'anno 579 circa dal duca di Spoleto Faroaldo I, quindi nel 591 dal suo successore Ariulfo.
Nel 592 ci fu la liberazione da parte di Romano, esarca di Ravenna, ma Ariulfo riconquistò nello stesso anno le città del corridoio umbro e tornarono sotto il controllo dei bizantini solo dopo l'accordo tra il re longobardo Agilulfo e papa Gregorio Magno. Questa situazione rimase stabile fino al 739, quando il re longobardo Liutprando occupò Amelia, Orte, Bomarzo e Blera. Solo in seguito all'incontro tra Liutprando e papa Zaccaria, avvenuto a Terni nel 742, Amelia tornò sotto il controllo di Roma.
Amelia, già nel 1065, dimostrava una solida organizzazione comunale, affiancando Todi e Foligno contro Perugia, Orvieto e Gubbio. Reggenti del Comune erano i Consoli, scelti tra gli Optimates. Nel 1208, davanti all'abbazia di S. Secondo, fu stipulata una pace con Todi, che quest'ultima interpretò come atto di sottomissione, alimentando ambizioni di dominio legate alla Via Amerina.
Nel 1240, per la sua fedeltà alla Santa Sede, Amelia subì il saccheggio delle truppe di Federico II, evento che segnò l’inizio di un periodo di declino e conflitti tra Guelfi e Ghibellini. Nonostante le pressioni tuderti, la città mantenne l’autonomia comunale grazie anche all’intervento del Cardinale Albornoz, che alleggerì i tributi e revisionò le riforme conservate negli Statuti comunali.
Nel XIV e XV secolo Amelia fu colpita da carestie, tasse papali e saccheggi dei Capitani di Ventura, con conseguente impoverimento. L’elezione di Papa Martino V nel 1417, amico della città, portò conforto e privilegi. Nel 1426 S. Bernardino da Siena predicò contro usura e bestemmie.
Sotto lo Stato della Chiesa, Amelia difese con tenacia la sua autonomia, sostenuta da figure come Mons. Angelo Geraldini. Nel 1476, Papa Sisto IV fu ospitato in città durante l’epidemia romana. In questo periodo visse Pier Matteo, pittore di rilievo, autore dell’affresco della cappella Sistina e dell’Annunciazione Gardner. La città nel XIV secolo  entrò  nei possedimenti dello Stato Pontificio fino alla nascita del Regno d'Italia (1860).

#### Basso Medioevo e Rinascimento
Amelia, in tutto il Medioevo e Rinascimento, sarà nell'asse della triade ghibellina umbra, cioè sarà sempre — eccetto piccoli e rarissimi casi — insieme a Terni e Todi come antitesi all'asse guelfo umbro composto da: Spoleto e Narni coadiuvate da nobili famiglie romane con mire espansioniste. Dal quindicesimo secolo i papi per tre volte nominano un podestà da Roma. Tale circostanza viene rievocata ogni anno nell'ambito delle manifestazioni storiche del "Palio dei Colombi".
Età moderna
Il 25 gennaio 1944 il bombardamento della scuola elementare uccise diciasette persone di cui dodici bambine.

### Simboli

Il gonfalone cittadino

Lo stemma del Comune di Amelia è rappresentato da uno scudo così descritto:
(Decreto di riconoscimento del 18 febbraio 1934 come sostituito dal D.P.R. 21 gennaio 2009)
La sigla sta per il latino Antiani Populi Civitatis Ameriae ("anziani del popolo della città di Amelia"), che fa riferimento al governo della città durante il medioevo.
Successivamente, Amelia ha assunto ufficialmente il titolo di città, con D.P.R. del 19 aprile 2007 e lo stemma ha modificato gli ornamenti originari propri dei comuni.
L'attuale statuto ha voluto introdurre, con le lettere A.P.C.A., il motto Ameriae Populum Concordia Amplectatur ("La concordia riunirà il popolo di Amelia").
Il gonfalone è un drappo di bianco con la bordatura di azzurro.

## Monumenti e luoghi d'interesse

Mura megalitiche

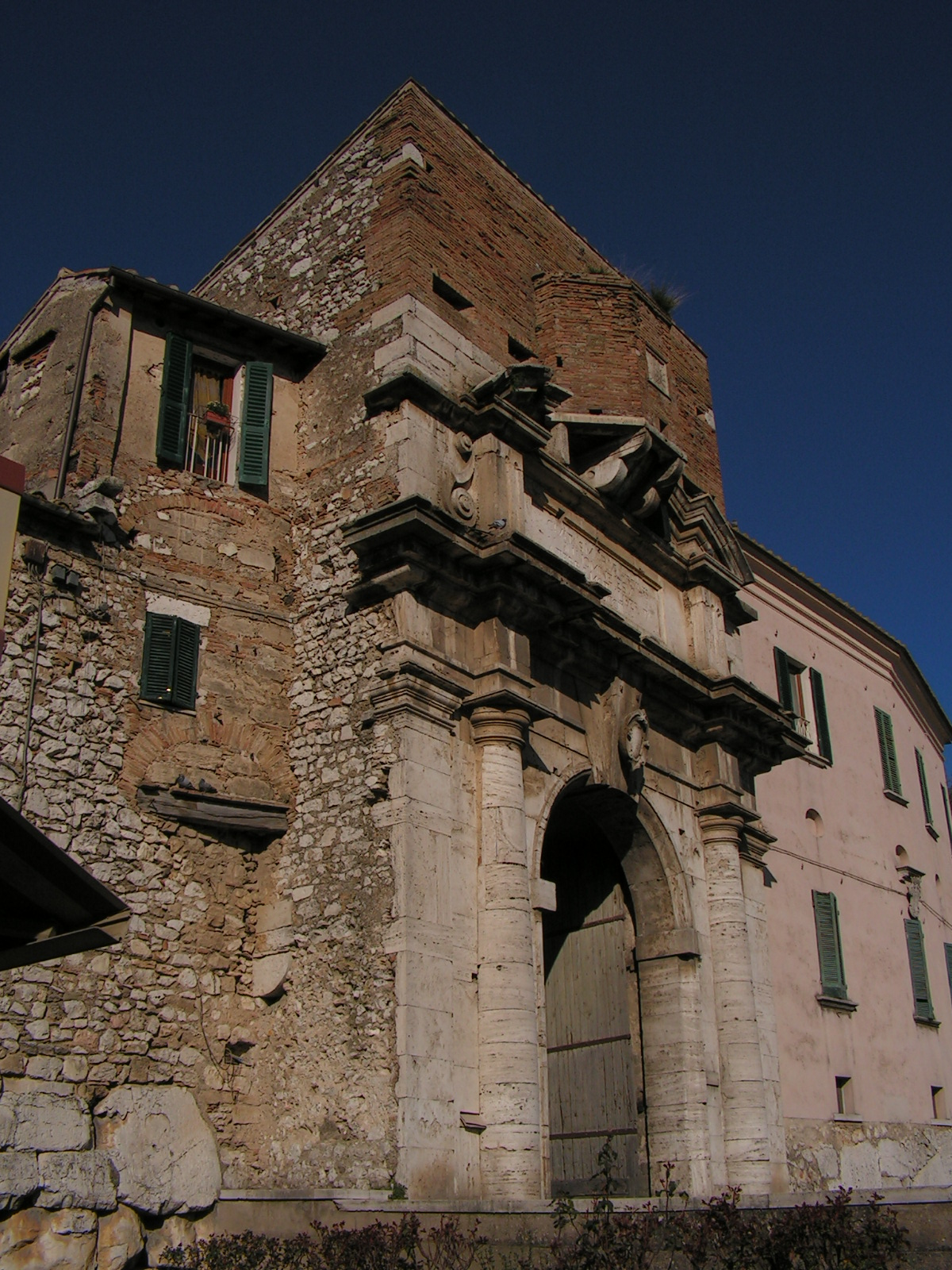
Porta Romana.

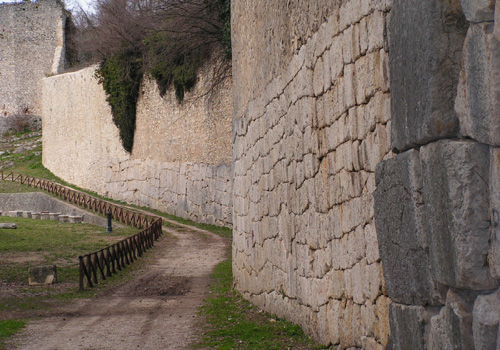
Un tratto delle mura.

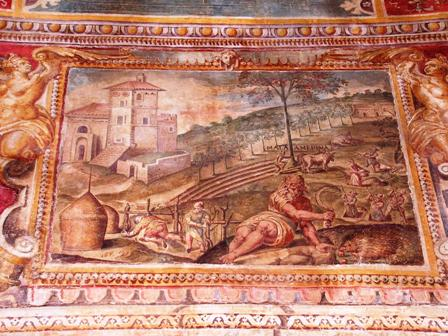
Palazzo Boccarini particolare affresco sec. XVI

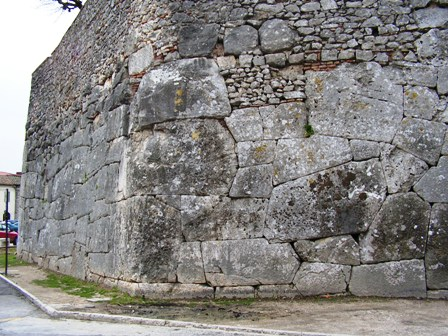
particolare lato SE

Le imponenti mura poligonali, che cingono unitamente a quelle romane e medievali il vasto centro storico, sono il monumento archeologico più rilevante.
Esse sono formate da massi perfettamente incastrati tra loro, talora molto grandi, senza l'ausilio di malta. Interessante notare come saggi effettuati nel tratto sud abbiano accertato che la profondità delle stesse è di almeno 3,50 m rispetto all'attuale piano di calpestio (Gruppo Archeologico amerino).
L'antica cinta muraria di Amelia conta sei accessi. Accanto ai quattro corrispondenti alle porte utilizzate ancora oggi (Porta Romana, Porta Leone IV, Porta Posterola, Porta della Valle) sono visibili le tracce di due porte di interesse storico e archeologico, in quanto insistenti come taglio sulla muratura originale ma già da secoli tamponate per la probabile modifica dell'assetto viario: la "Porta del Sole", rivolta a est, nella zona di Nocicchia, la quale si trova incastonata tra le mura urbane a una quota rialzata rispetto all'attuale piano di calpestio e dalla quale si diparte una doppia strada basolata, e una seconda porta rivolta a sud-ovest, di notevoli proporzioni e situata presso Ponte Sisti, la quale è coeva alla costruzione delle mura poligonali.
Quest'ultima porta, di recente scoperta (1988, dall'architetto Franco Della Rosa), dopo l'effettuazione di scavi archeologici è stata oggetto di interventi di consolidamento e restauro e l'area è stata riaperta al pubblico il 22 gennaio 2016,  ripristinando il percorso pedonale che costeggia la cinta muraria fino ai giardini d'inverno e Porta della Valle. Oltre a queste porte, collocate sulla cinta muraria esterna, è presente anche una porta per l'accesso alla parte alta della città, la Porta Cubica, detta anche "Arco di Piazza", di epoca tardoromana.
Accanto alla cinta principale, nella parte più alta dell'acropoli si trova un'altra cinta più antica, detta "megalitica", che circondava l'acropoli (VII-VI secolo a.C.), composta da soli blocchi irregolari, non levigati, orditi in maniera primitiva. Si tratta, evidentemente, di una lavorazione e di un'epoca del tutto diversa da quella delle mura poligonali. Tale cinta muraria si estende per alcune decine di metri e ancora oggi è di buona stabilità e compattezza. Un tratto molto suggestivo è visibile presso via della Valle. Una parte della cinta esterna è attualmente oggetto di restauro, a seguito del crollo provocato di un tratto di circa 30 m, avvenuto il 18 gennaio 2006. Le mura poligonali sono una testimonianza della grandezza della città, tra le più antiche d'Italia.
La città ospita, inoltre, un museo civico, allestito nell'ex-collegio Boccarini e contenente reperti preromani, romani e dell'Alto Medioevo. Tra questi, sono conservati bolli e iscrizioni, cippi funerari, sarcofagi, parti di statue e ritratti, tra cui la statua del Germanico, noto condottiero romano. Dal 2003 sono esposti alcuni pregevoli reperti provenienti dalla necropoli preromana dell'area "ex-consorzio agrario". Opera idraulica dell'ingegneria romana è la Cisterna, risalente al I secolo a.C. e situata in piazza Matteotti.
Oggetto di restauro negli anni novanta, la cisterna è costituita da dieci ambienti contigui e aveva una capacità di oltre 4.300 m³. Sono presenti anche altre cisterne di minori dimensioni all'interno dei palazzi del centro. Notevoli i palazzi rinascimentali, tra i quali citiamo palazzo Petrignani, con la sala dello zodiaco, palazzo Nacci, palazzo Cansacchi, palazzo Farrattini (importante opera di Antonio da Sangallo il Giovane, in quanto rappresenta uno studio preparatorio per il più famoso Palazzo Farnese a Roma), palazzo Venturelli, palazzo Boccarini, palazzo Clementini.

### Architetture religiose

#### Duomo
Numerose le chiese, tra cui citiamo la cattedrale, con l'attigua torre dodecagonale della prima metà dell'XI secolo.

#### Chiesa di San Francesco
La chiesa di San Francesco, nota anche come chiesa dei Santi Filippo e Giacomo, con il chiostro cinquecentesco e la facciata romanica di pietra rossa e portale ogivale.

#### Chiesa di Sant'Agostino
Eretta su una precedente pieve dedicata a San Pancrazio, la chiesa fu costruita nel 1266. Solo l’esterno conserva il suo aspetto originale con un portale ad arco acuto riccamente articolato. La parte superiore della facciata venne invece ricostruita nel 1477 dopo un crollo. L’interno, ad unica navata, fu ristrutturato tra 1742 e 1762 e conserva diverse opere d'arte, tra le quali, al primo altare destro, una Immacolata Concezione tra i Santi Giovanni Evangelista, Agostino e Carlo Borromeo di Antonio Circignani, databile al 1613.

#### Monastero e chiesa di San Magno
La chiesa di San Magno, annessa all'omonimo monastero benedettino, il quale ospitava una comunità di monache presenti ad Amelia fin dal XII secolo, custodisce all'interno diverse opere d'arte: all'altare maggiore è una tela con la Morte di San Benedetto attribuita ad Antonio Viviani derivata da quella eseguita da Giovanni de' Vecchi per San Paolo fuori le mura a Roma andata perduta nell'incendio ottocentesco della basilica, databile alla prima metà del secondo decennio del Seicento. All'altare a sinistra è posta una tela con l'Assunzione di Andrea Polinori, del 1627.

#### Chiesa di Santa Monica
La chiesa era pertinenza dell’adiacente monastero delle suore agostiniane e fu edificata agli inizi del XVII secolo. La facciata è rimasta incompiuta e l’interno è a una sola navata: in una nicchia sulla parete destra è la tavola con l’Incoronazione della Vergine tra i Santi Nicola da Tolentino, Tommaso di Villanova, Chiara da Montefalco e Monica, firmata da Bartolomeo Barbiani e datata 1642. L’altare maggiore è ornato invece da una tela rappresentante la Madonna con il Bambino tra Santi attribuita ad Andrea Polinori. La volta è decorato da affreschi settecenteschi eseguiti probabilmente da Francesco Appiani e dal suo collaboratore Luigi Carattoli.

#### Altre architetture religiose
In via della Repubblica, appena oltre Porta Romana, si ricorda la ex chiesa dell'Ospedaletto o della Misericordia, detta anche di San Giovanni Decollato a causa del dipinto di tale soggetto eseguito dal pittore di scuola forlivese Livio Agresti. 
Al di fuori delle mura si trova anche la chiesa di San Secondo, eretta nel XII secolo sui resti di un tempio appartenuto ai monaci silvestrini.
Il Convento dei Cappuccini, sede dell'ordine dalla metà del Cinquecento, comprende la chiesa di San Giacomo, che custodisce la tela con la Madonna col Bambino e i Santi Francesco, Carlo Borromeo, Giacomo Maggiore e Girolamo di Paolo Piazza, firmato e datato 1616. Il dipinto esibisce riferimenti formali veneti tipici della sua cultura, specialmente derivati da Jacopo Bassano e riproposti in forma semplificata.
Di notevole interesse, inoltre, i diversi organi storici presenti in città, da menzionare a tale proposito l'organo seicentesco di San Magno, con doppia tastiera, rarissimo esemplare del suo genere e quello settecentesco di S. Agostino. Non a caso ad Amelia, ogni anno, a maggio si tiene un importante festival internazionale d'organo, il "Maggio Organistico Amerino".
Circa 5 km a SE dall'abitato sorge il notevole complesso del Convento Francescano della SS. Annunziata, di impianto cinquecentesco, che appare come una fortezza. La sua chiesa, a un’unica navata, ha sull’altare maggiore una tela con l’Annunciazione opera di Domenico Bruschi. Nel cortile è allestito un presepe artistico permanente con diorami. L'originaria casa di noviziato è attualmente trasformata in una casa di accoglienza per gruppi di ospiti. Nel 1989 il Convento si è arricchito di un planetario, per 60 posti, destinato alla didattica astronomica, che propone incontri pubblici, conferenze e osservazioni del cielo.
Nella frazione di Sambucetole la chiesa parrocchiale di San Matteo Apostolo ed Evangelista, che conserva in un'urna di legno il corpo di una guardia Romana di nome san Clemente martire, oggi patrono della frazione. Si tratta di un Corpo santo proveniente dal Cimitero di San Ciriaco in Roma.

### Architetture civili

#### Teatro

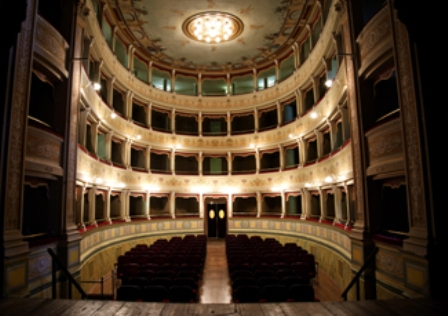
Teatro Sociale di Amelia - sec. XVIII

Nella parte alta del capoluogo è ubicato il teatro settecentesco: esempio di teatro all'italiana, con la classica struttura a ferro di cavallo, è costruito internamente in legno e con meccanismi originali tuttora perfettamente funzionanti. Il teatro è stato inserito dal Ministero per i beni e le attività culturali nella lista dei monumenti di particolare interesse storico ed artistico.
Esso fu realizzato per volere di un gruppo di nobili e borghesi della città, i quali nel 1782 costituirono una Congregazione per la costruzione del nuovo teatro. Lo progettò il nobile amerino conte Stefano Cansacchi, architetto noto anche oltre i confini dello Stato, esponente dell'Accademia perugina del Disegno, di cui faceva parte anche Gian Antonio Selva, il quale, dieci anni dopo, avrebbe realizzato a Venezia, appena trentanovenne, il Teatro della Fenice, simile all'architettura, nell'impostazione e persino nella decorazione al modello amerino. La struttura essenziale nel 1783 era già stata eretta, secondo quanto è riportato dalla scritta sulla trabeazione dell'ingresso principale.
Gli affreschi, dipinti tra il 1880 e il 1886, sono di Domenico Bruschi, a cui si deve anche il telone che raffigura il leggendario assedio di Amelia da parte di Federico Barbarossa. All'interno del teatro sono stati girati numerosi film tra cui Le avventure di Pinocchio di Luigi Comencini (scena circense di Pinocchio divenuto asino) e Il marchese del Grillo di Mario Monicelli (scena della rappresentazione teatrale).

### Aree archeologiche
Tra le aree archeologiche storiche va ricordata quella di Pantanelli  che nell’ottocento ha restituito corredi funerari ed evidenze di un’area sacra. Numerose sono le altre aree di interesse archeologico del territorio sia afferenti alla fase pre romana che romana. Fra le scoperte archeologiche, citiamo in particolare le più recenti:
- la necropoli pre-romana nell'area dell'ex-Consorzio Agrario, con notevoli corredi funebri (2001)
- il villaggio del IX secolo a.C., al di sopra del tratto di mura crollato il 18 gennaio 2006 (2006)
- la probabile area sacra antistante le mura poligonali, nella zona est (2008)
- la necropoli di san Secondo, ora in buona parte urbanizzata (1960)
- un tratto della via Amerina con altre evidenze monumentali sono state oggetto di scavi e indagini durante la costruzione della Casa della Salute (2019-2021)

### Aree naturali

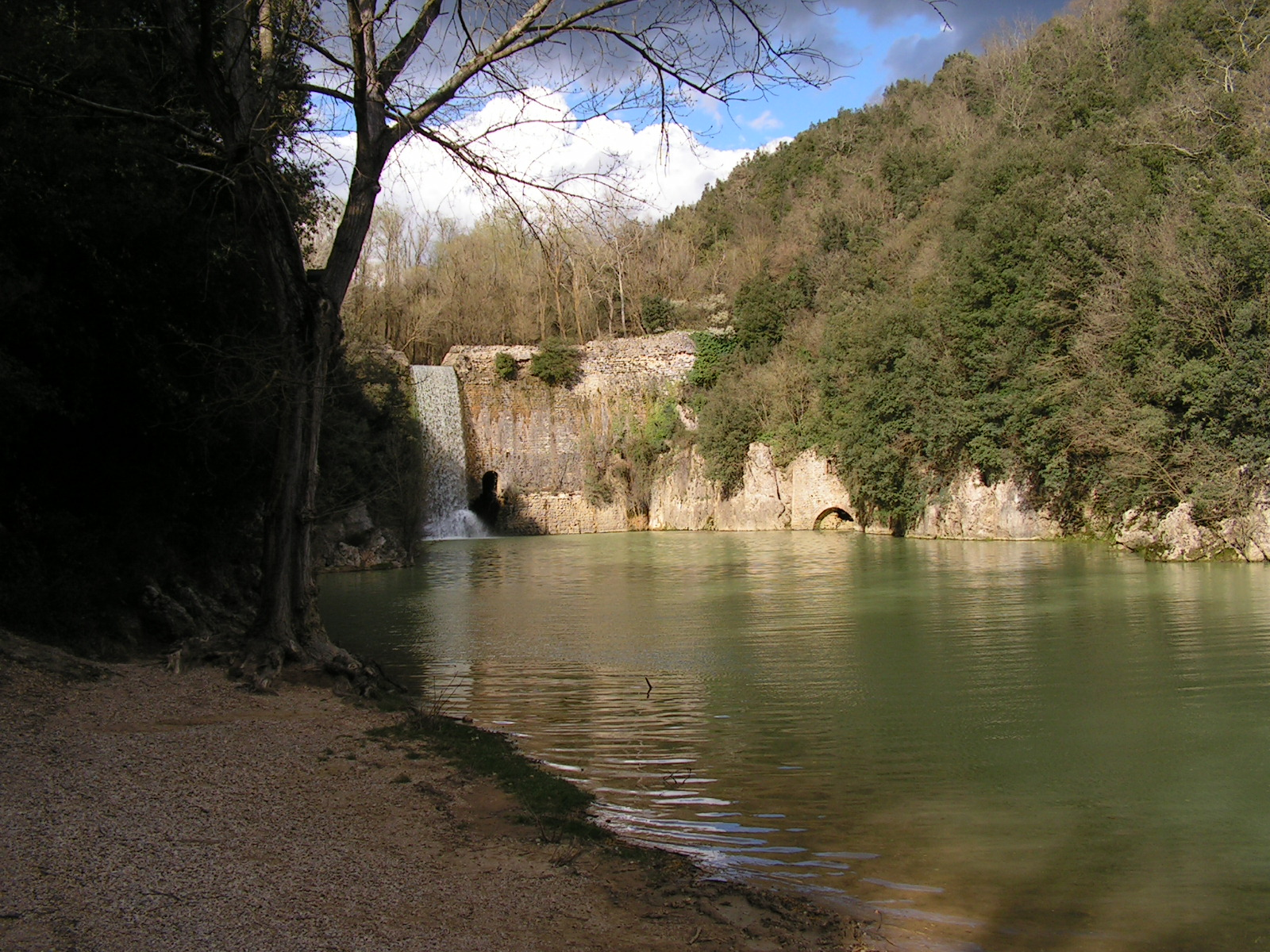
Diga sul Rio Grande

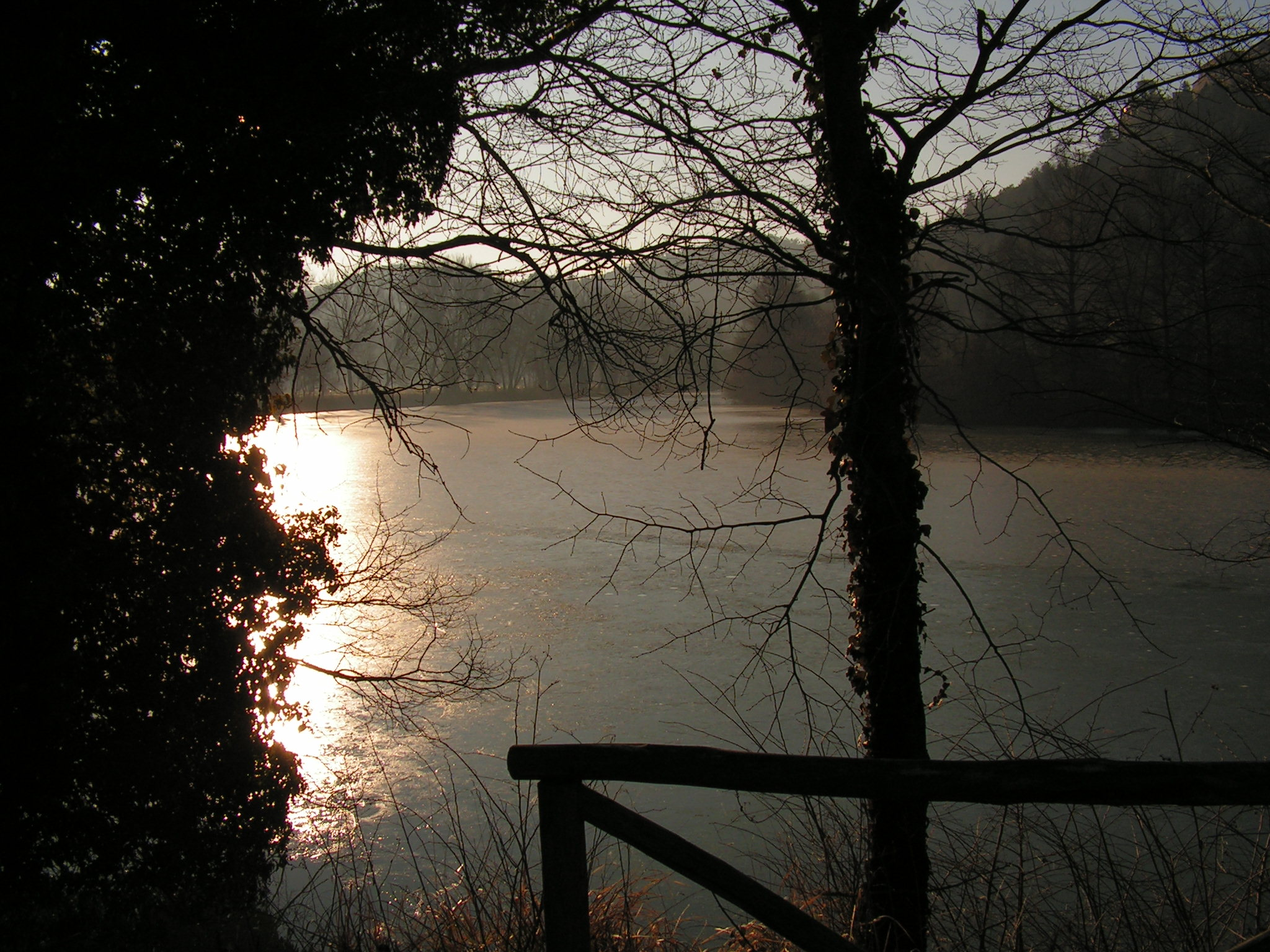
Lago Vecchio

A pochi km da Amelia, nella parte Nord-Ovest della città ai piedi del colle su cui sorge il centro storico, c'è il bacino del Rio Grande, conosciuto anche con il nome di Lago Vecchio. Si tratta in realtà di un bacino artificiale, formato attraverso lo sbarramento del torrente con la diga di Ponte Grande, utilizzata in passato per alimentare i mulini a valle.
Non svolgendo più la funzione di accumulo delle acque, viene oggi utilizzato come parco urbano per scopi turistici e per passeggiate lungo la sua sponda. Purtroppo, quella che poteva essere una grande risorsa per la città, si trova in un generale stato di degrado e abbandono, dovuto all'assente odierna manutenzione dell'ambiente acquatico, che ha causato il progressivo impaludamento del bacino, che mostra il suo fondale fangoso in molti punti per gran parte dell'anno.
Alcuni interventi sono stati fatti per la rivalutazione dell'area, come la realizzazione di un percorso pedonale munito di attrezzature sportive lungo tutta la sponda destra del lago e le attività di gestione svolte da alcune associazioni locali.

## Società

### Evoluzione demografica
Abitanti censiti

### Etnie e minoranze straniere
La popolazione straniera è di 894 persone, pari al 7,45% degli abitanti.

## Cultura
Dal 2009, anno dell'istituzione, ad Amelia si tiene da giugno ad agosto il Master in Criminalità Internazionale sull'Arte e per la protezione del Patrimonio Storico Artistico, organizzato dall'associazione ARCA. Ad Amelia tra la fine degli anni Settanta e la metà degli anni Ottanta operarono diverse emittenti locali: Radio Agorà, con sede in Piazza XXI Settembre 4, Radio Eco 90 (95,5 MHz e 102,4 MHz), con studi in Piazza Regina Elena 5 a Fornole (tornata sul web nel 2018), dove, nel 1985, per iniziativa di una cooperativa presieduta da Orlando Leopardi, sorse anche Radio Umbria Viva (tuttora in attività a Terni ed evolutasi anche come tv), con domicilio in via San Francesco 1.
Musei
Museo Archeologico e Pinacoteca "E. Rosa"
Museo Scuderia Traguardo
Museo d'arte contemporanea Canevari
Palazzo Petrignani

### Eventi
- Maggio Organistico Amerino

Festival Internazionale d'Organo e musica antica. Nato nel 1975, organisti di fama internazionale suonano sugli organi storici di Amelia e dell'amerino.
- Amelia Estate - Agosto Amerino
- Palio dei Colombi - Rievocazione storica in costume e giostra equestre tra le cinque contrade cittadine. Dall'ultima settimana di luglio alla prima di agosto
- 24 novembre festeggiamenti in onore di santa Fermina (patrona di Amelia e della diocesi di Civitavecchia)
- ArtFall Fest - organizzato dall'Associazione "ArtFall Amelia"
- Ciclopica. Giganti In Collina - Festival di letteratura, arte e filosofia organizzato da Amelia Ciclopica[31]. Si tiene nella prima settimana di giugno.[chiarire con fonti terze e autorevoli la rilevanza di ciascun evento]

## Economia
L'agricoltura costituisce da sempre l'attività caratterizzante del territorio amerino. Autori latini come Varrone e Columella ricordano Amelia per la particolare disciplina e cura delle coltivazioni, oltre che per l'elevata qualità delle produzioni agricole. Il poeta latino Virgilio, nel primo libro delle Georgiche, così ricorda la pazienza con la quale i vignaioli del tempo si dedicavano, in questi luoghi ameni, all'arte della coltivazione della vite:
(Virgilio, Georgiche)
Le colture agricole quali vigneti, uliveti, seminativi, si fondono con l'ambiente naturale creando un equilibrio unico di forme e colori, testimonianza diretta di una "cultura" del paesaggio ancora presente tanto che lo stesso è considerato tra le venti realtà rurali italiane da preservare (disegno di Legge n. 1600 - Senato XV legislatura)
Per il particolare microclima e la presenza di una specie autoctona, di grande qualità è la produzione di olio, tra i migliori della penisola (nel 2007 il prestigioso "Ercole Olivario" è stato vinto da un'azienda locale) e di vino come l'Amelia DOC. Da citare una produzione tipica di Amelia che è quella dei fichi secchi, anch'essi noti fin dall'antichità, i quali, lavorati ancora con metodi artigianali, costituiscono una rinomata specialità dolciaria con il marchio "Fichi Girotti".
Il settore agroalimentare, un tempo dominato dall'attività del Molino Cooperativo e dal Pastificio Federici, dopo la crisi e il fallimento del primo all'inizio degli anni novanta e del secondo nel 2005, ha vissuto una crisi economica notevole con pesanti riflessi nel tessuto economico-sociale. Recenti e consistenti investimenti di importanti gruppi industriali hanno consentito tuttavia un'inversione di tendenza nel settore, con la presenza di rilevanti attività nel campo agroalimentare e di marchi prestigiosi quali Interpan, Ovito, Fattoria Novelli.
A partire dagli anni Novanta è stato rilevante lo sviluppo delle attività turistiche alberghiere ed extralberghiere (agriturismo, country house, affittacamere, residenze d'epoca). Le statistiche mostrano un costante aumento, con particolare riferimento alle presenze straniere. Tra le altre attività economiche si citano, infine, le numerose attività artigianali oltre che le piccole e medie industrie metalmeccaniche.

## Amministrazione
| Periodo           | Periodo           | Primo cittadino        | Partito                            | Carica           | Note   |
| ----------------- | ----------------- | ---------------------- | ---------------------------------- | ---------------- | ------ |
| 24 marzo 1946     | 22 novembre 1964  | Cafiero Liberati       | Partito Socialista Italiano        | Sindaco          |        |
| 23 gennaio 1967   | 26 settembre 1970 | Anna Cavallini         | Partito Socialista Italiano        | Sindaco          |        |
| 26 settembre 1970 | 26 novembre 1972  | Gottardo Antonioni     | Democrazia Cristiana               | Sindaco          |        |
| 26 novembre 1972  | 1º agosto 1978    | Rino Rosati            | Partito Comunista Italiano         | Sindaco          |        |
| 1º agosto 1978    | 26 giugno 1983    | Canzio Silvani         | Partito Socialista Italiano        | Sindaco          |        |
| 26 giugno 1983    | 1º febbraio 1984  | Carlo Ciliani          | Partito Comunista Italiano         | Sindaco          |        |
| 1º novembre 1984  | 1º settembre 1985 | Riccardo Romagnoli     | Partito Socialista Italiano        | Sindaco          |        |
| 1º ottobre 1985   | 1º luglio 1987    | Antonio Fantucci       | Partito Socialista Italiano        | Sindaco          |        |
| 1º luglio 1987    | 1º luglio 1989    | Giulio Ippoliti        | Partito Socialista Italiano        | Sindaco          |        |
| 17 luglio 1989    | 12 giugno 1994    | Luciano Lama           | Partito Comunista Italiano         | Sindaco          |        |
| 12 giugno 1994    | 31 maggio 1996    | Luciano Lama           | Partito Democratico della Sinistra | Sindaco          | [ 33 ] |
| 17 novembre 1996  | 13 maggio 2001    | Fabrizio Bellini       | Partito Democratico della Sinistra | Sindaco          |        |
| 13 maggio 2001    | 28 maggio 2006    | Fabrizio Bellini       | Democratici di Sinistra            | Sindaco          |        |
| 28 maggio 2006    | 15 maggio 2011    | Giorgio Sensini        | Democratici di Sinistra            | Sindaco          |        |
| 15 maggio 2011    | 5 giugno 2016     | Riccardo Maraga        | Partito Democratico                | Sindaco          |        |
| 5 giugno 2016     | 4 ottobre 2021    | Laura Pernazza         | Forza Italia                       | Sindaco          |        |
| 4 ottobre 2021    | 28 dicembre 2024  | Laura Pernazza         | Forza Italia                       | Sindaco          | [ 34 ] |
| 28 dicembre 2024  | 25 maggio 2025    | Avio Proietti Scorsoni | Indipendente di centro-destra      | Vicesindaco f.f. |        |
| 25 maggio 2025    | in carica         | Avio Proietti Scorsoni | Indipendente di centro-destra      | Sindaco          |        |

### Gemellaggi
- Joigny, dal 2005[senza fonte]
- Stylida, dal 2002[senza fonte]
- Civitavecchia, dal 1995[senza fonte]
- Odelzhausen, dal 2018 (Delibera C.C. n.29 del 31-07-2018)